# Благодійний фонд «Героїка»
Благодійний фонд «Героїка»  — благодійна організація, що має на меті відродження історичної пам'яті про боротьбу українців за незалежність. «Героїка» виникла у 2010 році як разова акція. Основними напрямками діяльності є відновлення українських військових поховань, встановлення пам'ятників та пам'ятних знаків на честь борців за незалежність.

## Напрямки роботи
Напрямки роботи з вшанування учасників Визвольних Змагань та відзначення визначних подій з історії Визвольного руху:
- Пошук військових могил та їх впорядкування
- Охорона українських військових поховань
- Встановлення пам'ятників
- Будівництво меморіалів
- Відкриття меморіальних дощок
- Будівництво військових каплиць
- Запис відеоспогадів учасників визвольного руху

## Пам'ятники та пам'ятні знаки (2010—2018)
| Місцевість                                                                | Об'єкт | Дата відкриття         | Світлина |
| ------------------------------------------------------------------------- | --- | ---------------------- | -------- |
| с. Зміївка Бериславського району Херсонської області.                     | Меморіал «Борцям за волю України»                                                                                           | 23 серпня 2010 року    |          |
| м. Богуслав Київської області.                                            | Пам'ятний знак воїнам Армії УНР (Богуслав)                                                                                  | 20 листопада 2010 року |          |
| м. Херсон Херсонської області.                                            | Меморіальна дошка на честь відомого фольклориста, громадського діяча часів Української Народної Республіки Андрія Коношенка | 4 січня 2011 року      |          |
| Місцевість Осові Ліски Дубровицького району Рівненської області.          | Меморіальна дошка на братській могилі 42-х воїнів Української Повстанської Армії                                            | 7 травня 2011 року     |          |
| м. Київ                                                                   | Пам'ятник старшинам Армії УНР — уродженцям Києва                                                                            | 28 травня 2011 року    |          |
| м. Звенигородка Черкаської області.                                       | Пам'ятний знак воїнам Армії УНР                                                                                             | 25 червня 2011 року    |          |
| м. Херсон Херсонської області.                                            | Козацький хрест на могилі воїна УПА Йосипа Пилипчака                                                                        | 22 липня 2011 року     |          |
| м. Зборів Тернопільської області.                                         | Пам'ятник «Борцям за волю України»                                                                                          | 21 серпня 2011 року    |          |
| м. Богуслав Київської області.                                            | Пам'ятний знак підпільникам ОУН                                                                                             | 15 жовтня 2011 року    |          |
| с. Літвиця Дубровицького району Рівненської області.                      | Комплекс поховань воїнів УПА                                                                                                | 29 жовтня 2011 року    |          |
| м. Херсон Херсонської області.                                            | Меморіальна дошка товариству «Українська Хата»                                                                              | 22 січня 2012 року     |          |
| м. Київ                                                                   | Козацький хрест на могилі державного діяча Юрія Глушка                                                                      | 19 квітня 2012 року    |          |
| м. Рівне                                                                  | Петлюрівський хрест на могилі полковника Армії УНР Костя Вротновського-Сивошапки                                            | 15 червня 2012 року    |          |
| с. Соколівка Жашківського району Черкаської області                       | Пам'ятник воїнам Армії УНР                                                                                                  | 29 липня 2012 року     |          |
| с. Нижнів Тлумацького району Івано-Франківської області                   | Петлюрівський хрест на могилі хорунжого Армії УНР Тихона Хилюка                                                             | 12 серпня 2012 року    |          |
| с. Холодець Волочиського району Хмельницької області                      | Петлюрівський хрест на братській могилі 17-х воїнів 10-го полку сірожупанників Армії УНР                                    | 23 вересня 2012 року   |          |
| м. Тернопіль                                                              | Пам'ятна дошка воїнам Армії УНР                                                                                             | 29 січня 2013 року     |          |
| с. Гнатівка Києво-Святошинського району Київської області                 | Пам'ятна дошка воїнам Окремого Запорізького загону Армії УНР                                                                | 16 березня 2013 року   |          |
| м. Боярка Києво-Святошинського району Київської області                   | Комплекс поховань воїнів Армії УНР                                                                                          | 16 червня 2013 року    |          |
| м. Верхньодніпровськ Дніпропетровської області                            | Пам'ятна дошка сотнику Армії УНР Никифору Авраменку                                                                         | 21 липня 2013 року     |          |
| с. Дніпровокам'янка Верхньодніпровського району Дніпропетровської області | Петлюрівський хрест на могилі козака Армії УНР Спиридона Тропка                                                             | 21 липня 2013 року     |          |
| с. Озеряни Бучацького району Тернопільської області                       | Петлюрівський хрест на могилі козака Армії УНР Сергія Кравченка                                                             | 28 серпня 2013 року    |          |
| м. Боярка Києво-Святошинського району Київської області                   | Барельєф військовому діячу УНР Марку Шляховому                                                                              | 1 листопада 2014 року  |          |
| м. Херсон                                                                 | Меморіальна дошка та барельєф лейтенанту спецбатальйону МВС «Миротворець» Роману Набєгову                                   | 7 листопада 2015 року  |          |
| с. Степанці Канівського району Черкаської області                         | Меморіальна дошка на честь козака 2-ї бригади 4-ї Київської дивізії Армії УНР Оникія Кучера                                 | 20 лютого 2016 року    |          |
| поблизу с. Ставки Каланчацького району Херсонської області                | Пам'ятник «Кримчанам, загиблим у боях за єдність України»                                                                   | 26 листопада 2016 року |          |
| м. Конотоп Сумської області                                               | Меморіальна дошка козакові 4-ї Сірожупанної дивізії Армії УНР, Конотопському окружному провіднику ОУН (б) Григорію Скибі.   | 11 лютого 2017 року    |          |
| м. Боярка Київської області                                               | Барельєф полковнику Армії УНР Євгену Коновальцю.                                                                            | 10 червня 2017 року    |          |
| м. Бахмач Чернігівської області                                           | Меморіальна дошка воякам Військ Центральної Ради, які боронили Бахмач від більшовиків.                                      | 27 січня 2018 року     |          |
| с. Хотешів Камінь-Каширського району Волинської області                   | Петлюрівський хрест на могилі хорунжого Армії УНР Олександра Білецького                                                     | 30 червня 2018         |          |
| м. Ананьїв Одеської області                                               | Меморіал учасникам Першого Зимового походу Армії УНР                                                                        | 16 вересня 2018        |          |

## Допомога військовим
З початком Російсько-української війни благодійний фонд припинив реалізацію меморіальних проєктів і цілковито сконцентрував свою увагу на допомозі підрозділам Збройних сил, Національної гвардії та Служби безпеки України.
За даними фонду «Героїка», вже на початку березня 2014 р. він розпочав надавати допомогу військовим підрозділам, які несли службу на межі з окупованою Автономною республікою Крим. Бійці 79-ї ОАМБр та 30-ї ОМБр одержали нові засоби зв'язку, спорядження, медикаменти, харчі та іншу допомогу.
У травні 2014 р., з початком бойових дій на Донбасі, благодійний фонд починає надавати допомогу добровольчим батальйонам «Азов» та «Донбас», а згодом і регулярним частинам ЗСУ і НГУ: воїни отримують автотранспорт, комплекти для ремонту бронетехніки, медикаменти, снайперські приціли, засоби навігації, комп'ютерну техніку, продукти харчування, засоби гігієни тощо. Водночас волонтери фонду відвідують військові шпиталі та надають допомогу пораненим воякам: фінансова підтримка, ноутбуки для організації дозвілля важкопоранених, облаштування точок доступу до мережі інтернет в палатах тощо.